# ローレンス (ミサイル駆逐艦)
|          | |
| 艦歴     | |
| 発注     | |
| 起工     | 1958年10月27日 |
| 進水     | 1960年2月27日 |
| 就役     | 1962年1月6日 |
| 退役     | 1990年3月30日 |
| その後   | スクラップとして売却 |
| 除籍     | 1990年5月16日 |
| 性能諸元 | |
| 排水量   | 満載：4,500トン |
| 全長     | 437 ft (133.2 m) |
| 全幅     | 47 ft (14.3 m) |
| 吃水     | 22 ft (6.7 m) |
| 機関     | バブコック・アンド・ウィルコックスボイラー4缶 1,200psi ウェスティングハウス・エレクトリック蒸気タービン2基 70,000shp 2軸推進                  |
| 最大速力 | 30ノット以上 |
| 乗員     | 士官、兵員354名 |
| 兵装     | Mk 42 5インチ(127mm)単装砲 2基 Mk 11 連装ミサイル発射機 1基 （ターター後にSM-1MR) Mk 112アスロック8連装発射機 1基 Mk.32 3連装短魚雷発射管 2基 |
| モットー | Don't give up the ship |

ローレンス (USS Lawrence, DDG-4) は、アメリカ海軍のミサイル駆逐艦。チャールズ・F・アダムズ級ミサイル駆逐艦の3番艦。艦名は米英戦争の英雄であるジェームズ・ローレンス大佐に因む。

## 艦歴
ローレンスは1958年10月27日にニュージャージー州カムデンのニューヨーク造船所で起工する。1960年2月27日にローレンス大佐の曾孫、ファーニー・C・ハバード夫人によって進水し、1962年1月6日に就役した。
五大湖での整調巡航の後、ローレンスはノーフォーク海軍基地に移動し大西洋艦隊での任務に就く。1962年10月のキューバ危機に際して直ちに展開し、続いてローレンスは第136.1任務群に配備された。部隊はキャンベラ (USS Canberra, CAG-2) 、ニューポート・ニューズ (USS Newport News, CA-148) 、ローレンスと3隻のミサイル艦、12隻の護衛艦艇から構成された。部隊は10月24日にキューバ北方の封鎖海域に到着し、二日間の任務に就いた。26日の金曜日、ローレンスはマクドノー (MacDonough, DLG-8) と共にキューバにミサイルを持ち込もうとしたグロズヌイ (Grozny) を追い始めた。翌日、ソ連は危機の沈静化に同意した。そして米ソはお互いに退き始めた。
1962年12月6日にノーフォークに帰還した後、ローレンスは1963年2月6日に最初の地中海巡航に赴く。大西洋を横断しヨーロッパ海域で第6艦隊に合流、7月1日まで作戦活動に従事した。2度目の地中海巡航は1964年4月から8月にかけて行われ、配備完了後ノーフォークで最初の拡張オーバーホールが行われた。就役から10年までに、もう4度の巡航を行う：1965年の第6艦隊配備（8月24日から12月17日）、1966年の北大西洋におけるNATO演習（8月3日から9月5日）、1966年から67年にかけての地中海巡航（9月27日から2月1日）、1968年、3度目の第6艦隊配備（1月10日から5月4日）。ローレンスの4度目の第6艦隊配備では、クレタ島沖で沈没した商船、ニュー・メドウ (New Meadow) の乗組員を救助した。
その後も2度、1969年から70年にかけてと1971年に地中海に展開し、1972年から73年にかけてはベトナム戦争に参加、西太平洋において艦砲射撃による地上部隊の支援を行い、空母の作戦活動では航空機支援任務に従事した。その後も1977年から78年および1979年に地中海に展開し、黒海を短期間訪問している。ローレンスはまたインド洋およびペルシャ湾（1974-75、1980、1983-84）に展開した際に地中海を通過している。
ローレンスはまた母港に近い海域、西大西洋およびカリブ海での任務も頻繁に行い、しばしば他の海域も訪問した。1986年にはオペレーション・ユニタス XVII の一部として南米を周航し、ラテンアメリカ諸国の海軍と演習を行い、ベネズエラ、コロンビア、エクアドル、ペルー、チリ、ウルグアイ、ブラジルの港を訪問した、
ローレンスは1990年3月30日に退役し、1990年5月16日に除籍、1994年4月15日にスクラップとして売却された。スクラップの契約は1996年10月1日に終了し、1999年2月10日に転売された。